# Тасти (Цілиноградський район)
Тасти́ (каз. Тасты) — село у складі Цілиноградського району Акмолинської області Казахстану. Адміністративний центр Тастинського сільського округу.
Населення — 833 особи (2021; 1034 у 2009, 953 у 1999, 792 у 1989).
Національний склад станом на 1989 рік:
- казахи — 42 %;
- росіяни — 21 %.

До 2009 року село називалось Лугове.